# Мячковский бульвар
Мя́чковский бульвар — бульвар протяженностью 1,5 км, расположенный в Юго-Восточном административном округе города Москвы на территории района Марьино.
Нумерация домов начинается от улицы Перерва.

## История
Бульвар назван в 1995 году (название утверждено 14 февраля 1995 года) по селу Мя́чково (сейчас — деревни Верхнее и Нижнее Мячково, Раменский район Московской области), которое в XIV—XV веках принадлежало Ивану Яковлевичу Мя́чко (или Мя́чке) — внуку «сродника царя Тевризского» Олбуги (Тевризским царством называли на Руси юг Золотой орды), знатному человеку, выехавшему из Теврижского государства (Армении) к великому князю Дмитрию Донскому. Иван Яковлевич продал село княгине Софье Витовтовне (оно упомянуто в её завещании). Затем оно перешло к её внуку Юрию Васильевичу. 
Ныне эти сёла — деревни Верхнее и Нижнее Мя́чково. Село получило известность по каменоломням, в которых добывался белый камень (известняк) для московского городского строительства.

## Расположение
Мячковский бульвар начинается от улицы Перерва, проходит на юго-восток, пересекает Новомарьинскую улицу, Марьинский бульвар и заканчивается, упираясь в Поречную улицу.

## Транспорт

### Автобус
- С9 — «1-й Капотнинский проезд» — «Капотня» (от остановки 1-й Капотнинский проезд до остановки «Капотня» (Капотнинский 1-й проезд) (круговой маршрут).
- С797 — «Братеевская пойма» — Улица Головачёва (от Улица Головачёва до Братеевской поймы).
- 713 — метро «Марьино» — метро «Кузьминки» (проходит по всей улице).
- 658 — метро «Братиславская» — метро «Кузьминки» (идёт по Новомарьиноской улице со стороны круга и поворачивает направо и идёт до метро «Братиславская»).

### Метро
- Станция метро «Братиславская» Люблинско-Дмитровской линии — в самом начале улицы.
- Станция метро «Марьино» Люблинско-Дмитровской линии — ближе к концу улицы.